# Fria män
Fria män (isl. Sjálfstætt fólk, "självständigt folk") är en roman av Halldór Laxness. Den gavs ursprungligen ut i tre band under åren 1933-1935 — Sjálfstætt fólk, Skuldlaust bú och Erfiðir tímar — men senare sammanslogs de till en bok som fick namn efter det första bandet.
Boken utkom i svensk översättning av Anna Z. Osterman år 1949. En nyöversättning av Inge Knutsson utkom år 2011.

## Handling
Boken utspelar sig på Island under de första årtiondena under 1900-talet och handlar om den kämpande bonden Guðbjartur Jónsson och hans familj.